# 221853 Gabrisgyula
221853 Gabrisgyula este o planetă minoră (asteroid) din centura de asteroizi. A fost descoperită pe 1 aprilie 2008 la Piszkéstetői Obszervatórium⁠(d) de Krisztián Sárneczky⁠(d). 
Obiectul prezintă o orbită caracterizată de o semiaxă mare de 2,6816554546639 UAi, o excentricitate de 0,13368885046262, o înclinație de 10,825683604712 ° în raport cu ecliptica.